# Sonja Maria Steckbauer
Sonja Maria Steckbauer (* 22. September 1961 in Ranshofen, Österreich) ist eine österreichische Romanistin, Literatur-, Sprach- und Kulturwissenschaftlerin. Sie ist Privatdozentin an der Katholischen Universität Eichstätt-Ingolstadt sowie Lehrbeauftragte an der Universität Passau und an der Friedrich-Alexander-Universität Erlangen-Nürnberg. Ihre Forschungsgebiete sind Literatur und Kultur Lateinamerikas, jüdische Kultur und Literatur sowie Erzählen im Film, transmediale Narratologie und lateinamerikanische Soziolinguistik.

Sonja Maria Steckbauer (2023)

## Biografie
Steckbauer studierte ab 1980 Romanistik (Französisch und Spanisch) und Anglistik an der Universität Salzburg (Mag. phil. 1985). Ab 1986 verbrachte sie mehrere Studienaufenthalte in französisch- und spanischsprachigen Ländern, u. a. an der Université de Tours (1985), an der Universidad Complutense de Madrid (1986), an der Université du Québec à Chicoutimi (1997).
Nach einem Studium an der Pontificia Universidad Católica del Perú und zwei längeren Studienaufenthalten (1986 bis 1988) wurde sie 1991 mit einer soziolinguistischen Dissertation zum Thema Bilingüismo quechua-español y educación en el Perú promoviert. Parallel absolvierte sie am Österreichischen Lateinamerika-Institut in Wien den Lehrgang für Höhere Lateinamerika-Studien.
Von März 1990 bis April 1993 führten sie mehrere Forschungsaufenthalte nach Mexiko, wo sie am Forschungszentrum für indigene Sprachen der Universidad de Guadalajara an einem soziolinguistischen Forschungsprojekt im Gebiet der Huicholen mitarbeitete. 2002 wurde sie an der Katholischen Universität Eichstätt-Ingolstadt mit einer Habilitationsschrift zum Thema Insel ohne Meer. Prosa Paraguays von 1980 bis 2000 habilitiert. Zur Vorbereitung ihrer Habilitation war sie ab 1996 mehrmals in Paraguay, im Jahr 2009 wurde sie im Rahmen des Künstlerprogramms Artecon sowie vom Instituto Cultural Paraguayo Alemán zu einem Kulturaustausch in Asunción eingeladen.
Steckbauer hat seit 2001 zahlreiche Gast- und Vertretungsprofessuren angenommen: Universidad de Coimbra, Instituto de Estudos Brasileiros (2001); Universität Innsbruck (zwischen 2005 und 2013); Freie Universität Berlin, Lateinamerika-Institut (2006–2007); Universität Passau (2010–2011, 2022–2023); Eberhard-Karls-Universität Tübingen (2014); Friedrich-Alexander-Universität Erlangen-Nürnberg, Lehrstuhl für Romanistik (2019–2020), Karl-Franzens-Universität Graz (2020/2021).
Sonja Maria Steckbauer hat einen erwachsenen Sohn und lebt in Rif bei Salzburg.

## Auszeichnungen
- Profesor honorario an der Universität Ricardo Palma in Lima

## Publikationen

### Monografien
- Perú: ¿educación bilingüe en un país plurilingüe? Vervuert, Frankfurt am Main / Iberoamericana, Madrid 2000, ISBN 3-89354-962-5.
- Cartografía Literaria del Paraguay. Band 1: Siglo XX. Editorial Intercontinental, Asunción 2024, ISBN 978-99925-14-91-7.

### Herausgeberschaften
- mit Kristin A. Müller: 500 Jahre Mestizaje in Sprache, Literatur und Kultur. Bibliotheca Hispano-Lusa, Salzburg 1993.
- La novela latinoamericana entre historia y utopía (= mesa redonda, N.F. 13). Zentralinstitut für Lateinamerikastudien (ZILAS), Eichstätt 1999.
- mit Günther Maihold: Literatura - Historia - Política. Articulando las relaciones entre Europa y América Latina. (= Actas del simposio en honor de Karl Kohut, Berlín 2003). Vervuert, Frankfurt am Main / Iberoamericana, Madrid 2004, ISBN 3-86527-182-0.
- mit Sergio Costa und Hartmut Sangmeister: O Brasil na América Latina: Interações, percepções, interdependências. Editorial Annablume, São Paulo 2007, ISBN 978-85-7419-762-3.
- mit Klaus-Dieter Ertler: 400 Jahre Don Quijote: Zur Rezeption des spanischen Klassikers in Europa und den Amerikas. Lang, Frankfurt am Main 2007, ISBN 978-3-631-55541-5.

### Übersetzungen
- Peter und Ingrid Meraner (Hrsg.): Habanos mi amor. Meraner KEG, Salzburg 1999 [Übersetzung vom Deutschen ins Spanische].
- Die Ausstellung und Unsichtbares Band, Kurzgeschichte und Gedicht von Renée Ferrer, aus dem paraguayischen Spanisch ins Deutsche. In: El Puente. Bonn 2002, November, 23–24.
- Übersetzung von 23 Artikeln aus dem argentinischen Spanisch ins Deutsche. In: Karl Kohut, Osvaldo Pellettieri (Hrsg.): Theater in Argentinien. Vervuert, Frankfurt am Main 2002, ISBN 3-89354-320-1.
- Der Bettler, Frühstück, Kurzgeschichte und Gedicht von Maybell Lebrón, sowie Der Händler von Illusionen, Auszug aus dem gleichnamigen Roman von Juan Carlos Herken, aus dem paraguayischen Spanisch ins Deutsche. In: Jornadas culturales del Paraguay. Beiheft zur Tagung „Schwerpunkt Paraguay“ am Instituto Cervantes, München, 4./5. Juni 2008, S. 5–9.
- Der Ort, der mir gegeben von Renée Ferrer; Der Künstler meldet sich zu Wort und Melodie von Jacobo Rauskin; Frühstück von Maybell Lebrón, aus dem paraguayischen Spanisch ins Deutsche. In: TypoLetra. Begleitmappe zum Kulturaustausch „Artecon“ zwischen dem Instituto Cultural Paraguayo Alemán und der Künstlervereinigung Dachau, Areguá, 5.–26. April 2009.